# Rupert Giles
Rupert Giles es un personaje de la serie de televisión Buffy, la cazavampiros, interpretado por Anthony Stewart Head.

## Biografía

### Historia del Personaje
Rupert Giles está esperando la llegada de Buffy a Sunnydale, es su nuevo vigilante; el hombre encargado de enseñarle y guiarle en el destino que le ha tocado vivir. Ser vigilante es para él también su destino, lo descubrió cuando tenía diez años, cuando va a la universidad se rebela contra este destino. En Oxford, Giles (conocido como el destripador/ ‘Ripper’) se junta con Ethan Rayne y juntos se meten en el mundo de la magia. Pero algo sale mal y Giles decide continuar con su destino como vigilante y bibliotecario.
Cuando conoce a Buffy no pueden ser más distintos, Giles no comprende el motivo por el que Buffy rechaza el destino que le ha tocado y cree que no se esfuerza lo suficiente en ser una buena cazadora. Giles se ve obligado a revelar su pasado como “The Ripper” cuando se presenta en Sunnydale un amigo, perseguido por un demonio que Giles invocó junto a sus amigos hace tiempo y del que tiene tatuada su marca; este incidente le cuesta su relación con la señorita Calendar, cuando parece que la relación se puede arreglar Ángelus asesina a la profesora.
Buffy y Giles van desarrollando un respeto mutuo, la relación que mantienen ya no es tanto vigilante-cazadora como padre-hija, esta relación le lleva a perder su puesto de vigilante, cuando el Consejo pone a prueba a Buffy.
Compra la tienda de magia (cuyos dueños suelen tener una corta vida) que sirve a la pandilla de base, como antes lo fue la biblioteca del instituto Giles abandona Sunnydale tras la muerte de Buffy a manos de Glory y regresa cuando se entera de su resurrección, pero nota que Buffy no es la que era y aunque la ayuda financieramente a salir adelante siente que tiene que dejar que Buffy siga su vida sola, sin contar con él para que tome sus decisiones decide marcharse a Inglaterra.
Se ve obligado a volver a Sunnydale para a ayudar a Buffy a salvar la línea de las cazadoras potenciales del Primer Mal, le lleva a Buffy potenciales para que las proteja, y le dice que ella está el mando pero no duda en cuestionar sus órdenes, una vez intentando matar a Spike distrayendo a Buffy, su relación con la chica cambia a partir de ese momento. Aunque en el último episodio podemos ver que por unos momentos se tratan como en los viejos tiempos.

### Sunnydale
A instancias del Consejo de Vigilantes, Giles viaja a Sunnydale, California, y trabaja como bibliotecario en el instituto local. Allí es donde conoce a la actual Cazadora, Buffy Summers, a quien empieza a entrenar. La biblioteca, una especie de centro de comandos para el grupo, se encuentra justo encima de la Boca del Infierno. 
Como el Vigilante, bibliotecario, y figura autoritaria, Giles a menudo ofrece exposiciones. Es una figura paternal para Buffy y un asesor para sus amigos Xander Harris y Willow Rosenberg. Admite que es tecnofóbico, un hecho que a veces le lleva a un conflicto con la profesora de informática y tecnopagana, Jenny Calendar. Sin embargo, después de que Jenny lo ayude a eliminar el demonio Moloch de Internet, los dos llegan a un entendimiento y empiezan una relación amorosa. 
En la Segunda Temporada, el oscuro lado de Giles es revelado y su relación con Jenny sigue prosperando. En "Los Años Oscuros", Ethan Rayne llega a Sunnydale para huir del demonio Eyghon. Giles le admite a Buffy que fue responsable de invocar al demonio en su juventud, y se siente horrorizado cuando Jenny es poseída por Eyghon. Aunque Ehygon es derrotado, Jenny pide tiempo para reponerse de esa experiencia, y toma distancias con Giles en el proceso. Cuando la nueva Cazadora Kendra Young llega a Sunnydale, Giles comparte con ella una apreciación por los textos. Giles se siente traicionado cuando Jenny revela que en realidad es un miembro de un clan gitano, los Kalderash, y que fue enviada para vigilar la relación de Buffy con el vampiro Ángel. Cuando Ángel pierde su alma y asesina a Jenny, dejando su cuerpo para que Giles lo encuentre en su apartamento ("Pasión"), Giles busca venganza quemando la casa de Ángelus. Ángelus luego lo atrapa y lo tortura, y Drusilla lo hipnotiza haciéndole pensar que ella es Jenny, para que así pueda revelar cómo despertar a Acathla. Buffy es forzada a matar a Ángel, a pesar de que Willow consiguió en el último momento restaurar su alma, y como consecuencia, abandona Sunnydale. 
En la Tercera Temporada, la relación paternal que Giles siente por Buffy es más fuerte. Pasa todo el verano buscando pistas sobre el paradero de Buffy, y se siente encantado cuando ella finalmente regresa meses después. Giles sirve brevemente también como Vigilante para la sustituta de Kendra, Faith. Los chicos también se sorprenden al saber el pasado de Giles cuando, junto con otros adultos en Sunnydale, se convierte en un joven problemático, provocado por Ethan Rayne. Durante este tiempo, no hace otra cosa que hacer sino robar y hacer vandalismo, e incluso se acuesta con la madre de Buffy, Joyce Summers. Cuando Buffy guarda el secreto del regreso de Ángel del infierno, Giles se siente traicionado por su afecto por el hombre que lo torturó y mató a Jenny, pero más tarde accede a ayudar a Ángel en "Desagravios". 
Cuando se acerca el momento en que el Consejo de Vigilantes tiene que hacerle una prueba a Buffy, en la que la fuerzan a luchar con un vampiro, Giles intenta luchar con la culpa de haber traicionado la confianza de Buffy. A pesar de describir la prueba como "un ejercicio arcaico de crueldad", secretamente despoja a Buffy de sus poderes, antes de que el vampiro con el que se suponía ella tenía que luchar escapa. Buffy se indigna, pero luego se recuperando cuando el Jefe de Vigilantes Quentin Travers le echa en cara a Giles el amor de padre que siente por ella. Giles es despedido y es reemplazado por Weasley Wyndam-Pryce, pero continúa actuando como el Vigilante no oficial de Buffy. Cuando Buffy brevemente se encuentra con poderes telepáticos, se entera de que Giles se acostó con su madre. En una batalla contra el demónico alcalde de Sunnydale, Giles enciende el explosivo que destruye el Instituto Sunnydale, dejándole sin trabajo. 
En la Cuarta Temporada, Giles debe superar el estar desempleado, y también el hecho de que Buffy no lo necesita más. Continúa con una relación sexual con una vieja amiga, Olivia, a quien Anya describe como "su amiga orgásmica". Sin tener nada que hacer, pasa la mayor del tiempo en su apartamento viendo "Pasiones" con Spike. Empieza a caer en una depresión, especialmente cuando el grupo empieza a alejarse de él para acercase más al nuevo novio de Buffy, Riley Finn, y a la Iniciativa. En el episodio "Algo Triste", Giles se vuelve ciego como resultado de un hechizo fallido de Willow Rosenberg. Cuando Ethan Rayne hace un hechizo y convierte a Giles en un demonio Fyarl ("Un Hombre Nuevo"), debe aliarse y contar con la ayuda de Spike para escapar de la Iniciativa y Buffy, quienes creen que es un demonio que ha asesinado a Giles. Sin embargo, Buffy luego se da cuenta por sus ojos y su expresión de que en realidad es Giles, y Ethan es tomado por la Iniciativa. Para poder derrotar al ciber-demonio Adam, Buffy, Willow, Xander y Giles hacen un hechizo para combinar sus fuerzas. Giles proporciona la "mente", y así Buffy puede derrotar a Adam. 
En la Quinta Temporada, Giles encuentra un nuevo propósito mientras Buffy sigue en su camino de Cazadora. Cuando el dueño de La Caja Mágica es asesinado por vampiros, Giles es convencido para comprarlo, empleando a Anya como su entusiasta asistente. Buffy descubre que su hermana, Dawn Summers, es de hecho la Llave; energía mística en forma humana para protegerse del dios-infernal Glory. Buffy inicialmente solo confiesa a Giles la verdadera naturaleza de Dawn, y decide contactar con el Consejo de Vigilantes para buscar más información sobre Glory. En "Control", Quentin Travers chantajea a Buffy para que acate las órdenes del Consejo, diciéndole que expulsara a Giles si ella no acepta. Buffy se enfrenta al Consejo, informándole de que dirán toda la información que tengan sobre Glory, y que harán que nuevamente Giles sea su Vigilante oficial. Travers, a regañadientes, acepta y se va. 
Mientras el resto del grupo intenta encontrar una manera para derrotar a Glory, Giles llega a la difícil idea de matar a Dawn para acabar con sus planes. Buffy se niega a escucharlo, y jura proteger a Dawn cueste lo que cueste, a pesar del enfado de Giles. Giles admite que quiere a Dawn, pero que ese sacrificio tiene que hacerse. Se revela que Glory comparte su cuerpo con un inocente humano llamado Ben, y que puede ser asesinada si Ben muere. En la lucha final contra Glory, Buffy decide perdonarle la vida a Ben, pero Giles es menos piadoso. Explicando que Buffy es una heroína y que por eso es diferente de ellos, asfixia a Ben con sus propias manos ("El Regalo"). Buffy luego se sacrifica para salvar la vida de Dawn, salvando de camino al mundo. 
En la Sexta Temporada vemos a Giles alejándose a regañadientes de Buffy para permitirle que gane independencia. Algunos meses después de su muerte, Giles decide regresar a Inglaterra. En el mismo día en que se marcha, Willow, Xander, Anya y Tara resucitan a Buffy, y vuelve en cuanto se entera de esto. A pesar de estar alegre por la vuelta de Buffy, está furioso con Willow por invocar tan magia negra. Mientras Buffy empieza a depende de Giles en lo que se refiere a lo emocional y financiero, Giles decide que su presencia le impide asumir la responsabilidad de su propia vida. Se marcha nuevamente a su Inglaterra natal. 
Unos meses después, Tara es asesinada por Warren Mears, mientras este atacaba a Buffy. Willow, todavía recuperándose de su adicción a la magia oscura, sufre una recaída, mata a Warren, e incluso intenta matar a sus otros compañeros, antes de terminar con el dolor en el mundo (y la suya propia), destruyendo el mundo. Habiendo escuchado que estaba creciendo un poder oscuro en Sinnydale, Giles vuelve, con un gran poder. Sabiendo que Willow es muy fuerte, ella intenta matarlo. 
Giles regresa a Inglaterra con Willow para que se recupere. Unos meses después, él trae las Cazadores Potenciales a Sunnydale para protegerlas del Primero y sus Portadores.

## Poderes y Habilidades
Giles tiene un inmenso conocimiento de demonología y combate, básicamente debido a su entrenamiento como Vigilante. Su interés en la juventudpor la brujería y la hechicería ha durado hasta su vida adulta, aunque su aptitud natural por ello es moderada (mucho menos que Willow Rosenberg o Amy Madison). Giles habla varias lenguas, incluyendo latín, griego antiguo, alemán, sumerio, japonés, y solo un poco de mandarín y cantonés. 
Se defiende en una pelea cuerpo a cuerpo, así como con armas. Mientras su manera de ser es típicamente gentil, no suele usar la violencia para resolver un problema, solo en raras ocasiones. 

## Relaciones

### Románticas
- Jenny Calendar: una profesora de informática en el Instituto Sunnydale, Jenny era una tecno-pagana. Giles al principio la ve como un símbolo de incursión de la tecnología en el orgánico mundo de los libros, pero se acercan cada vez más después de cooperar para derrotar al demonio Moloch. Cuando Ángel perdió su alma en la segunda temporada, se descubrió que Jenny era parte de un clan gitanos que había echado una maldición sobre Ángel en 1898, restaurándole su alma. Fue enviada a Sunnydale para echarle un ojo, sin saber la laguna en la maldición que costó que Ángel perdiera su alma. Enfadado porque no le había contado la verdad, Giles se une a Buffy es excluir a Jenny. Pronto se reconcilian, pero Jenny poco después es asesinada por Ángelus en el episodio "Pasión", dejando a Giles devastado.
- Joyce Summers: Cuando toda la población adulta de Sunnydale está bajo la influencia de un chocolate mágico en el episodio "Dulces para la Banda", Giles se convierte en un adolescente revoltoso, Ripper. Comparte dos momentos de intimidad con Joyce, incluyendo una en el capó de un coche de policía. Después de eso, los dos se sentían demasiado avergonzados para estar envueltos románticamente de nuevo.
- Olivia: Mientras estaba sin trabajo durante la Cuarta Temporada, Giles vio a su "vieja amiga", una chica inglesa con quien tuvo un casual momento sexual. Aparentemente, Olivia ha oído hablar de su época "Ripper" de los 70. Fue vista por última vez en el episodio "Silencio". Olivia es vista una vez más en un sueño en el episodio "Inquietud", en donde aparece embarazada mientras ella y Giles llevan a Buffy al carnaval.

### Sus nombres
- Muy pocas personas lo llaman por su primer nombre, Rupert, solamente Joyce y Spike. Casi todos los demás lo llaman Giles (Willow solamente lo llama Rupert cuando es mala).
- También es llamado "Ripper" (destripador), por Ethan Rayne, y nuevamente por Joyce Summers, cuando están bajo un hechizo que les hace actuar como adolescentes, época en la cual era un rebelde, usaba brujería para sus placeres y era agresivo.